# Giovanni Giorgi
Giovanni Giorgi (Luca, 27 de novembro de 1871 – Castiglioncello, Rosignano Marittimo, 19 de agosto de 1950) foi um físico e matemático italiano.
Foi palestrante do Congresso Internacional de Matemáticos em Toronto (1924) e Zurique (1932).